# Mère-Bi
Mère-Bi es un documental del año 2008 protagonizado por Annette Mbaye d'Erneville.

## Sinopsis
Nacida en Sokone en 1926, Annette Mbaye d’Erneville, madre del realizador William Mbaye, fue la primera periodista de Senegal. Desde muy pronto, se implicó en el desarrollo de su país. Pionera y anticonformista, militó por la causa de la emancipación de las mujeres. Vivió varios años en Francia, donde estudió, y regresó a Senegal en 1957, presintiendo que había llegado el momento de la Independencia.